# Marmelsteiner Hof
La Marmelsteiner Hof est un bâtiment historique de Wurtzbourg.

## Histoire
Le nom vient d'Eberhard von Marmelstein, capitulaire de la cathédrale de la seconde moitié du XIIe siècle.
Le bâtiment actuel est construit en 1747 par Johann Balthasar Neumann pour le prévôt de la cathédrale Franz Konrad von Stadion und Thannhausen. Le cartouche, œuvre de Lukas Anton van der Auwera, représente ses armes. Après la sécuralisation, en 1823, la curie devient le lieu d'habitation du prévôts et du diacre de la cathédrale.
Lors du bombardement de Wurtzbourg le 16 mars 1945, la Marmelsteiner Hof est détruite. Après la reconstruction, la curie est utilisée comme appartement pour l'évêque, le prévôt, le diacre et d'autres membres du chapitre de la cathédrale. Depuis 1961, seul le vicariat général occupe le bâtiment.
La galerie Marmelsteiner Kabinett ouvre le 31 août 1990 et présente l'art religieux de la Franconie.